# Asociația Liberiană de Fotbal
Asociația de Fotbal Lesotho este forul ce guvernează fotbalul în Liberia. Se ocupă de organizarea echipei naționale și a campionatului.